# Roberto Lanckohr
Roberto Lanckohr (Heerlen, 6 augustus 1969) is een voormalig Nederlands profvoetballer.

## Carrière
Lanckohr, die zijn voetbalcarrière begon bij SVN, speelde lang bij MVV in de jaren negentig. MVV speelde destijds in de eredivisie. Hij speelde tussen 1987 en 2001 in totaal 288 wedstrijden in de Nederlandse Eredivisie, waarin hij 49 maal scoorde. Het laatste seizoen speelde Lanckohr met MVV een half seizoen in de eerste divisie waar hij in 14 wedstrijden tweemaal scoorde.
Lanckohr was een rechtsbenige speler die vaak op de rechtsbuiten positie speelde. Hij debuteerde bij PSV in de eredivisie, waar hij 1 wedstrijd speelde. In het seizoen 1988 - 1989 speelde hij een seizoen voor HFC Haarlem. Het daarop volgende seizoen verkaste hij alweer naar MVV, hier speelde hij in 7 seizoenen, 211 wedstrijden waarin hij 41 maal scoorde. In de winterstop van het seizoen 1995 - 1996 verhuisde hij naar Fortuna Sittard, waardoor hij na een half seizoen in de eerste divisie met MVV, weer op het hoogste Nederlandse niveau kwam te spelen. Voor Fortuna Sittard speelde hij uiteindelijk 50 wedstrijden waarin hij 4 maal scoorde. Na het seizoen 1997/'98 werd hij ingelijfd door RKC Waalwijk, waar hij in 74 optredens tot elf doelpunten kwam.
Halverwege het seizoen 2000-2001 werd hij verhuurd aan het Oostenrijkse Grazer AK.In 2001 trok hij naar de Belgische eerste provincialer GS Mopertingen een seizoen en daarna ook nog een seizoen bij Spouwen-Mopertingen dat een fusie was tussen GS Mopertingen en Rapid Spouwen.Dit is vergelijkbaar met het vijfde niveau. Nadien was Lanckohr werkzaam in het bedrijfsleven.